# Mustapha Bidoudane
Mustapha Bidoudane (in arabo مصطفى بيضوضان‎?; Rabat, 18 giugno 1976) è un ex calciatore marocchino, di ruolo centrocampista.

## Carriera

### Club
Ha giocato nel campionato marocchino, saudita, russo e tunisino.

### Nazionale
Tra il 2000 e il 2003 è sceso in campo 9 volte con la maglia della Nazionale.